# Тимонина, Ирина Львовна
Ири́на Льво́вна Тимо́нина (род. 24 мая 1955, Москва) — российский экономист, востоковед-японист. Доктор экономических наук, научный сотрудник Института востоковедения РАН (до 2000 года), профессор ИСАА при МГУ, профессор МГИМО, декан факультета международных отношений РАНХиГС.

## Биография
Ирина Львовна Тимонина родилась 24 мая 1955 г. в Москве.
В 1977 году окончила экономический факультет МГУ им. М. В. Ломоносова. Продолжила затем обучение в аспирантуре Института востоковедения РАН.
В 1981 году защитила кандидатскую диссертацию «Экологические проблемы и экономическое развитие Японии». В 1981—2000 годах была научным сотрудником Института востоковедения РАН. С 1994 года является членом-корреспондентом Международной академии информатизации.
В 1999 году защитила докторскую диссертацию на тему «Региональная экономическая политика в Японии». С 2000 года преподает в Институте стран Азии и Африки МГУ (профессор кафедры экономики). Параллельно преподает в МГИМО (профессор кафедры мировой экономики) и в Институте бизнеса и делового администрирования РАНХиГС (декан факультета международных отношений, профессор кафедры бизнеса и управленческой стратегии).
Читает лекционные курсы «Мировая экономика», «Международный менеджмент», «Международный бизнес», «Экономика стран Азии и Африки», «Экономика Японии», «Корпоративное управление в Японии», «Малый и средний бизнес в Японии».
Является членом Совета Ассоциации японоведов, редакционной коллегии журнала «Японские исследования», диссертационного Совета по экономическим наукам при Институте США и Канады РАН.

## Научная деятельность
Основная сфера научных интересов — экономика Японии.
В 80-90-е годы в работах И. Л. Тимониной исследовались причины, характер и закономерности развития государственной региональной экономической политики в Японии в послевоенный период, давалась оценка её эффективности и возможностей применения в различных социально-экономических условиях.
Анализируя особенности современной японской экономики, автор затрагивает проблему креативности как одного из основных ресурсов экономики. Рассматриваются основные направления развития креативного сектора, механизмы государственной поддержки, дается определение самому феномену креативной экономики.
Исследователь уделяет внимание проблемам вхождения Японии в Индустрию 4.0 или Четвертую промышленную революцию. Предполагается, что главными факторами в этот период станут мобильность людей и товаров, финансов и производства, проведение реформ, обновление системы интеллектуальной собственности и работы в области искусственного интеллекта.
В ряде работ последних лет рассматривается развитие финансирования социальной инфраструктуры в Японии на фоне замедления темпов экономического роста и наращивания государственного долга. Сопоставляется инфраструктурная политика в Японии и в других странах. Анализируются модели государственно-частного партнерства и частной финансовой инициативы, рассматриваются тенденции и проблемы развития социального предпринимательства в Японии.

### Основные работы
- Япония: Экономика и окружающая среда. М.: Наука, 1988. 152 с.
- Научно-технический прогресс и проблемы окружающей среды в Японии // Япония. 1987. М., 1989. С. 132—152.
- Япония: опыт регионального развития. М.: Наука, 1992. 127 с.
- Региональное планирование в Японии // Ежегодник Япония. 1994. М., 1995.
- Программа «Технополис»: теория и практика // Ежегодник Япония. 1998. М., 1999.
- Япония: региональная экономика и политика. М.: ИВ РАН, 2002. 378 с.
- Экономика Японии: Учебное пособие. М., 2008. (в соавт. с др.)
- Развитие международного бизнеса: Учебное пособие. М.: Дело, 2010.
- Исследования японской корпорации и корпоративного управления в России в постсоветский период // Современное российское японоведение: оглядываясь на путь длиною в четверть века. М., 2015. С. 321—347.
- Государственно-частное партнерство и преобразующие инвестиции в сфере социальной инфраструктуры: опыт Японии // Восток. Афро-азиатские общества: история и современность. М.: Наука, 2016. C. 143—159.
- Государственно-частное партнерство в Японии: стратегический подход // Проблемы теории и практики управления. М.: Международная медиа-группа, 2016. C. 30-42.
- Индустрия 4.0 в Японии: направления и перспективы // Восточная аналитика. 2017. № 1-2. С.90-94.
- Креативность как экономический ресурс: опыт Японии // Япония. 2017. Ежегодник. М., 2017. С. 97-117[7].